# 韓国の地方自治

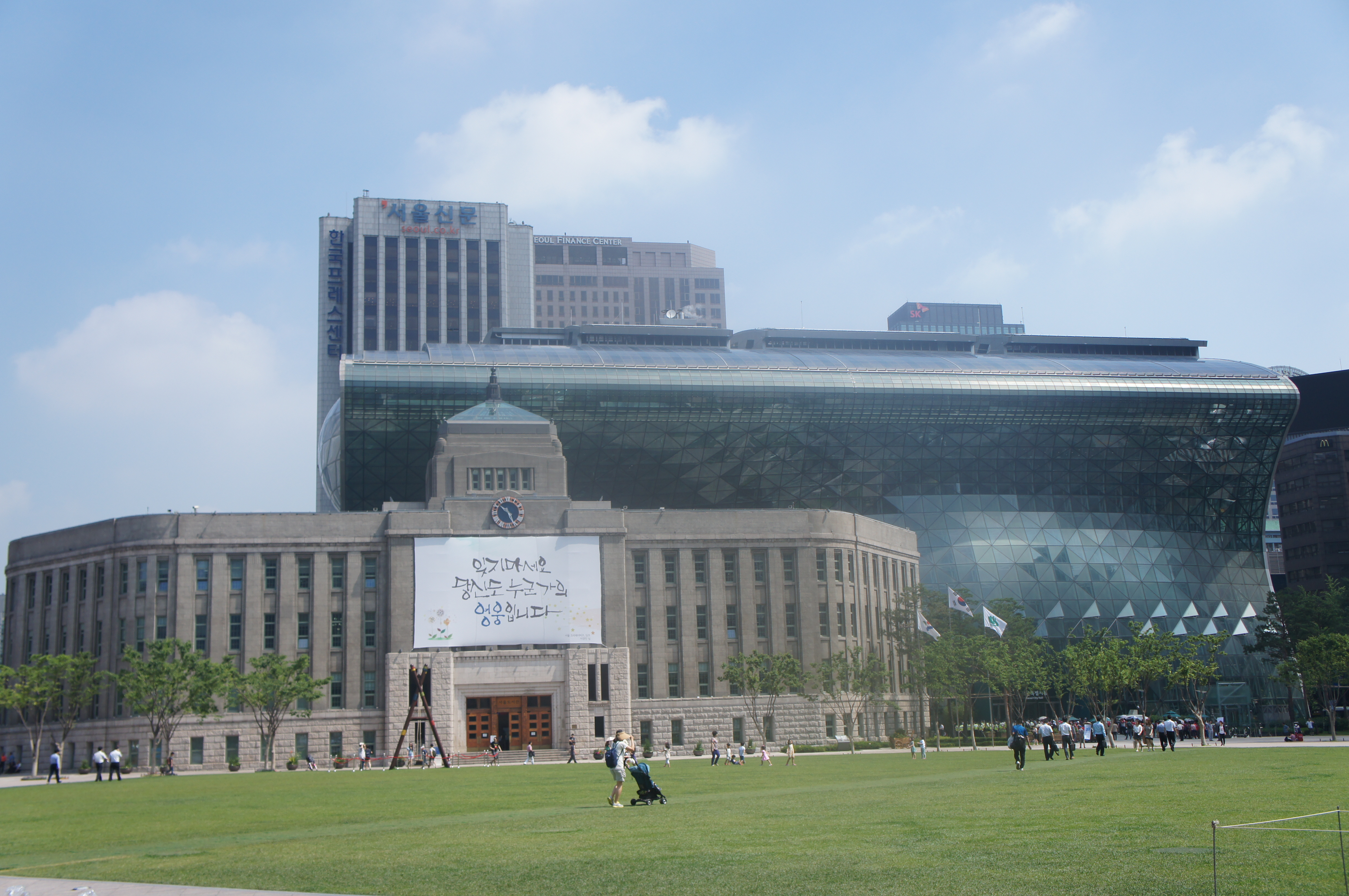
ソウル市庁舎（後方建物は2012年から使用開始された新庁舎、前方建物は2008年まで市庁舎として使用されていた京城府庁舎）

韓国の地方自治（かんこくのちほうじち）では、大韓民国（韓国）における地方自治の詳細について取り上げる。

## 概要
1948年7月17日に制定・公布された大韓民国憲法の96条と97条で地方自治は明記されていたが、李承晩大統領の反対で実施が見送られていた。その後、1952年に初めて地方議会議員選挙が行われたが、同年に行われた大統領選挙において地方議員を通じた大統領支持勢力を確保するために行われたものであった。1960年4月の学生革命によって李承晩大統領が退陣した後に発足した第二共和国において初めてソウル特別市・道、市・邑・面の首長と議会議員を選出するための選挙が行われ、地方自治が本格導入された。しかし、翌61年5月の軍事クーデターによって地方議会が解散され、首長も任命制になったことで地方自治は中断された。以後、第5共和国時代の1984年11月に政府が一部地域における地方自治実施を模索したが、1987年6月の民主化の過程で立ち消えとなった。1987年6月29日に発表された「民主化宣言」には地方自治の実施も盛り込まれ、二年後の1989年に与野党間で地方自治実施が合意された。そして1991年に地方議会議員選挙が実施され地方議会が復活、四年後の1995年には地方自治団体長の公選も実施されたことで地方自治が1961年以来、34年ぶりに完全復活した。

## 地方自治制度の沿革

### 大韓民国建国（1948年）から1979年まで
1948年7月に制定、8月に施行された大韓民国憲法に基づき、1949年7月に地方自治法を制定した。地方自治法では広域自治団体としてソウル特別市と道が、基礎自治団体として「市」と「邑」それに「面」が設置され、それぞれ任期4年の議会を設置すると規定されていた。そしてソウル特別市と人口50万人以上の市では区を、道の下には郡を、市・邑・面及び区の下には洞と里がそれぞれ設置された。首長についてはソウル特別市と道は大統領が任命、市・邑・面は各地方議会の議員による投票で選出された。その後、1954年の自治法改正で市・邑・面の首長選出は住民による直接選挙となったが、1958年の第4次改正で再び任命制となった。
1960年4月の学生革命後の第3次改正憲法（第2共和国憲法）に置いて「地方自治団体長の選任方法は法律でもって決定し、少なくとも市・邑・面の長はその住民が直接これを選挙する」と定められ、市・邑・面の首長の住民公選を憲法で保障し地方自治をより強化した。しかし、翌61年5月に発生した軍事クーデターによって地方議会が解散された上、同年9月1日に制定・公布され10月1日から施行された「地方自治に関する臨時措置法」（以下「臨時措置法」）によって従来からの地方自治法はその効力を停止され、地方行政は官治的性格が強い制度に改められた。また基礎自治団体としての「邑」と「面」は廃止され、新たに「市」と「郡」が基礎自治団体となった。市と郡には国家公務員が配置され、首長は任命制となった。
1962年12月の第5次憲法改正（第三共和国憲法）では、地方自治団体の権能が大幅に制限され、附則によって「この憲法による最初の地方議会設置時期については法律で定める」と規定されたことで地方議会の設置も先延ばしされた。その後、1972年10月の所謂「10月維新」の後に行われた12月の第7次憲法改正（維新憲法）の附則で「この憲法による地方議会は祖国統一が成し遂げられるまで設置しない」と規定されたため、地方議会の設置は事実上閉ざされることとなった。

### 1979年～現在
1979年10月の朴正熙大統領暗殺事件以後、1980年10月27日に第8次憲法改正（第5共和国憲法）が行われ、地方議会設置時期に関しては附則第10条で「この憲法による地方議会は地方自治団体の財政自立度を勘案し順次設置することとするが、設置時期は法律で定める」とされた。これに従って1984年11月23日に与野党は「1987年上半期までに適当な一部地域で地方議会を一時的に構成し、条件が整い次第順次拡大実施すること」で合意し、地方議会が復活する機運が生じてきた。
1987年6月の民主化宣言に基づいた同年10月29日の第9次全面改正（第6共和国憲法）で大統領直接選挙制を軸とする民主化が実現した。この流れの中で地方自治復活の気運も高まり、1988年4月6日には地方自治法が全面改正され、これまでの臨時措置法は廃止された。この時の地方自治法改正では、地方自治団体長の公選制が明記された他、特別市と直轄市（現・広域市）に基礎自治体としての自治区が設置された。また地方議会議員選挙法も制定され、1989年4月30日までに市・郡・自治区の議会を構成、市・郡・自治区の議会が構成された2年以内に市・道の議会を構成することも定められた。しかし、第13代国会構成に伴う政治情勢の変化で選挙の実施は大幅に遅れた。
その後、1989年の定期国会にて地方議員選挙は1990年上半期以内に実施、団体長選挙は91年上半期以内に行うことで合意がなされたが、地方議員における政党推薦問題で与野党間の折り合いがつかず延期された。90年11月17日、1．地方議会議員選挙は1991年上半期に実施、2．団体長選挙は議員選挙後1年をめどに実施する、3．政党公薦は広域議会のみで許容することなどで与野党が合意、1991年3月に基礎議会（市・郡・自治区）、6月に広域議会（直轄市・道）の議員選挙がそれぞれ実施され、地方議会が61年以来30年ぶりに復活した。自治団体長の公選制は4年後の95年6月の第1回地方選挙から実施された。
地方自治法については88年の第6次改正以降、法適用過程における問題の解決や地方分権の流れを受け2007年までに合計31回の改正が行われてきた。一連の法改正で、従来からの市と郡を統合した都農複合形態市の設置、「直轄市」から「広域市」への名称変更、住民直接発案制導入（条例制定権・改廃請求権・住民監査請求権）、住民召還制度（リコール）導入、人口50万人以上の市における行政範囲を拡大する特例規定、特別自治道の設置など住民自治を充実させるための制度が盛り込まれた。

## 制度
韓国における地方自治の構造は「広域自治団体」とその下部に置かれる「基礎自治団体」の二層構造となっている。

### 広域自治団体
広域自治団体は、基礎自治団体では処理できない事務や複数の基礎自治団体にわたる広域事務を処理する大規模自治体である。大韓民国建国当初、広域自治団体はソウル特別市と9道の10箇所であったが、1963年に釜山市が直轄市に昇格、1981年に大邱市と仁川市、86年に光州市、そして89年には大田市がそれぞれ直轄市に昇格した。1994年12月の地方自治法改正に基づき、翌1995年1月から直轄市の名称は「広域市」に改められた。その後、97年に蔚山市が広域市に昇格したことで、広域自治団体は16箇所となった。
その後、2006年と2023年に済州道と江原道がそれぞれ「特別自治道」に移行、2012年には世宗特別自治市が発足した。これにより2023年現在における広域自治団体はソウル特別市、世宗特別自治市と6箇所の広域市（仁川・大田・光州・大邱・釜山・蔚山）、7箇所の道（京畿道・忠清北道・忠清南道・全羅北道・全羅南道・慶尚北道・慶尚南道）と2箇所（江原・済州）の特別自治道、計17箇所に設置されている。

### 基礎自治団体
基礎自治団体は、地域住民と直接の関係を結ぶ自治団体で、市・郡・自治区がある。広域自治団体の下に置かれる基礎団体はソウル特別市が自治区、広域市は自治区と郡、道と江原特別自治道は市と郡がそれぞれ設置されている。なお済州特別自治道と特別自治市に基礎自治体は設置されていない（済州特別自治道に設置されている済州市と西帰浦市は自治権を有しない「行政市」）。
行政区画として自治区の下には洞が、郡の下には邑・面・里が、市の下には洞・邑・面・里が設置されている。自治区は元々、市の下部組織に過ぎなかったが1988年の地方自治法全面改正で基礎自治体として独立した自治体となった。これにより住民生活の身近な業務に関しては自治区が担い、特別市と広域市は市域全般に関係した行政サービスを担うこととなった。なお人口50万人以上の市は任意で区を設置することができるがあくまで一般行政区であって自治区ではない。
李明博大統領直属の地方行政体制改編推進委員会は2012年6月13日、全国36箇所の市･区･郡の統合と、特別市と広域市の下に設置されている基礎自治体（自治区・郡）における首長（区庁長・郡守）の任命制導入（ただしソウル市については公選制維持）と議会を廃止することを柱とする地方行政体制の再編計画を発表したが、基礎自治体の権限を縮小するものであるため各基礎自治体から強い反発も予想されている。

### 住民自治センター
洞・邑・面には自治区や市および郡の出先機関が置かれ第1線の行政機関として活躍していたが、交通や通信の発達によってその機能は縮小されてきた。そのため1998年以降、邑・面・洞の担当する行政事務は民願（住民が行政に対して申請・苦情・その他特定行政機関に対して特定の行為を要求すること）や社会福祉業務に限定され、それ以外の業務は市や郡に集中されることになった。これによって生じた施設の空きスペースには住民の福祉や文化などのサービスを提供する「住民自治センター」（주민 자치 센터）を設置し、センター運営の中心的役割を担う組織として住民自治委員会も設置されることになった。
まず99年に94市区の278洞がモデル地区となりセンターが設置され、事業推進過程で出てきた問題点を補完しつつ、2001年には全ての洞が対象として実施され、2007年6月末現在では設置対象となっている1,688箇所中1,676箇所（99.3％）に自治センターが設置されている。また農村地域でも2001年に31箇所の邑と面がモデル地区となり自治センターが設置された。その後、農村地域の特殊事情を踏まえつつ漸進的に進められているが、2007年6月末現在で設置対象1,898箇所中928箇所（48.9％）に自治センターが設置されている。2013年現在、自治センターは全国2734箇所（邑142、面612、洞1980）に設置されている。

## 地方自治団体の事務
地方自治団体が処理する事務は、大きく分けて自治事務と委任事務の二つがある。　

### 自治事務
自治体固有の業務で、自治団体がその権限と責任で行う業務である。なお業務に必要な経費は自治団体が全額負担する。地方自治法では57項目が列挙されている。
- 生活関係
- 住宅
- 医療
- 環境施設
- 教育
- 文化
- 民防衛
- 消防

### 委任事務
法令に基づいて国家或いは上位自治団体からその処理を委任され、委任者の統制を受けて執行する事務。委任事務に関してはさらに団体委任事務と機関委任事務の二つに分けられる。

#### 団体委任事務
地方的な利害と全国的利害、両方の利害を併せ持つ事務。これにかかる経費は自治団体と政府が分担して負担する。そのため地方議会も部分的関与が可能で、中央政府は事後監督の形で関与する。
- 予防接種に関する事務
- 市と郡の国税・道税徴収に関する事務
- 市と道の国道修繕や維持に関する事務

など

#### 機関委任事務
自治団体の執行機関である自治団体長に委任される事務。全国的な利害がある事務、元々国家が関与すべき事務であるが便宜や利便などを勘案して、自治団体長に委任して処理する事務。そのため地方議会の関与は不可能。
- 戸籍事務
- 住民登録事務
- 兵事事務
- 国民投票に関する事務

など

## 自治団体長と地方議会
自治団体には執行機関として団体長が、そして議決機関として地方議会が設置されている。

### 自治団体長
自治団体長は住民の直接選挙によって選出される（なお95年以前は議会による間選制、政府による任命制）。任期は4年で継続在任期間は三期までに限られる。被選挙権は25歳以上の韓国国民で、60日以上当該地域に住民登録をしている住民。団体長が欠けた時は補欠選挙が実施されるが、残余任期が1年未満の場合は補欠選挙を実施しない場合もある。

### 地方議会

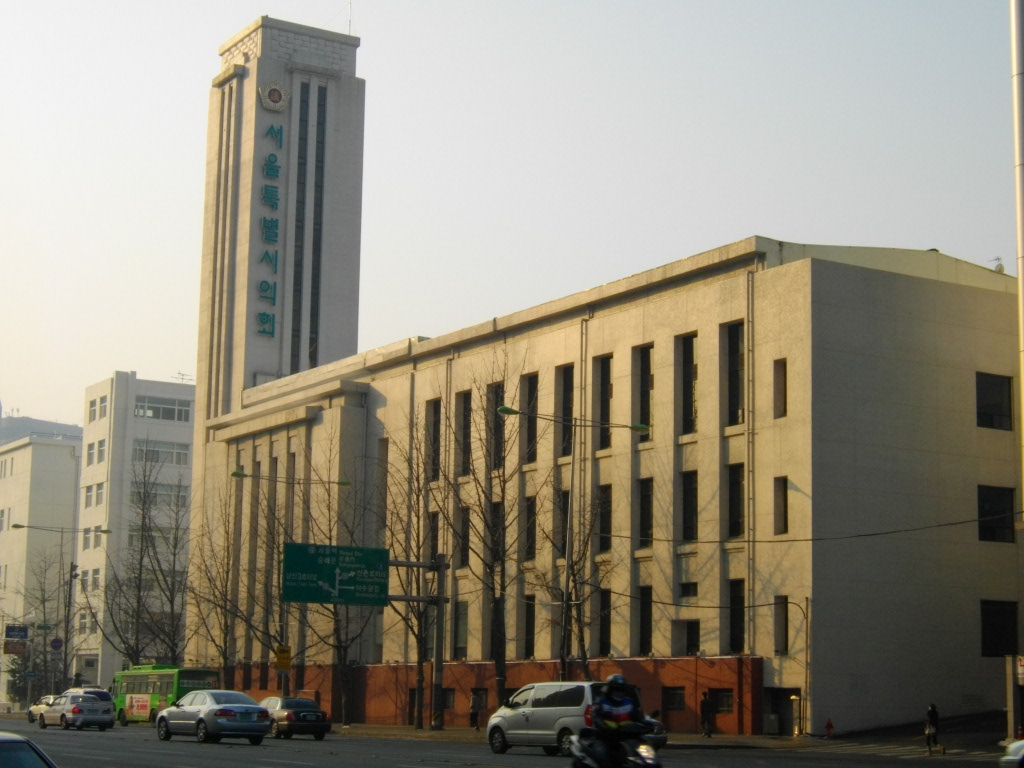
ソウル市議会庁舎

任期2年の議長・副議長と、任期4年の議員によって構成されている。地方議会の議員定数と選挙制度については公職選挙法によって定められている。被選挙権は25歳以上で、選挙日現在で60日以上居住している者。選挙制度は、広域議会と基礎議会の共に地域区と比例代表の並立制で詳細は以下の通りである。基礎議会では2006年に至るまで政党公薦は禁止されていた。
- 広域議会：小選挙区比例代表並立制　
  - 地域区：小選挙区。自治区・市・郡毎に二名を配分、選挙区は自治区・市・郡を分割して確定し、1選挙区1名選出。
  - 比例区：広域議会議員定數の10／100（端数は1名とし、算定された議員定数が3人未満の時は3人とする）
- 基礎議会：中選挙区比例代表並立制　
  - 地域区：中選挙区。1選挙区から2～4名を選出。
  - 比例区：基礎議会議員定數の10／100（端数は1名とし、算定された議員定数が3人未満の時は3人とする）

## 直接参政制度
地方自治法では、直接参政制度として以下のような制度を設けている。
- 直接請求制度

1. 条例制定・改廃請求権（地方自治法第15条）
2. 監査請求権（同法第16条）
3. 議員・首長の解職請求権として住民召還制度（同法第20条）

- 直接請求以外の直接参政制度

1. 住民投票（地方自治法第14条）
2. 住民監査請求（同法第16条）
3. 住民訴訟（同法第17条）

## 前科当選者問題
前科を持った候補者が多数当選するため公人の倫理意識の欠如を疑う声もある。2016年の第6回統一地方選挙で1回以上の前科持ちで当選した者は1418人と選挙中央委員会により発表され、当選者3952人のうち前科持ちが35.9％にを占める結果になった。2016年の前科者当選者数は2012年の第5回全国同時地方選挙当選者の10%を占め99人を3倍も越える選挙結果になった。 前科件数別では1件が830人、2件が328人、最高9件の前科者も4人に上った。前科8件が4人、7件が5人など、犯罪経歴が5回以上の当選者は47人だった。前科のある当選者1418人のうち市長・道知事は4人、教育長は8人、地方自治体首長は74人、広域市議員と基礎自治体議員(比例代表を含む)は311人で計1021人だったなど中央日報は統一地方選挙の候補者公開の時から「前科者の遊び場」と揶揄していた。